# Poroka z najstnico
Poroka z najstnico je družbeni roman slovenske avtorice Tanje Frumen. Glavno vprašanje, s katerim se avtorica v romanu spopada, je vprašanje o ljubezni. Delo je izšlo leta 2012 pri založbi Murano. 

## Vsebina
V romanu gre za zanimivo pripoved najstnice, ki si želi postati model.  Eliana je običajna 17 letna najstnica, ki ne mara matematike in si zaželi slave in priložnosti v svetu fotomodelov. Ima dolge, rjave lase, ki ji segajo do pasu in čokoladno rjave oči. Odloči se, da bo odšla na avdicijo modne agencije, kjer zaradi svoje lepote takoj pade v oči direktorju agencije, odločnemu človeku po imenu Gaj. Ko končno dobi obvestilo, da je bila sprejeta, odide na sestanek z direktorjem agencije in ker še ni polnoletna s seboj vzame mamo. Z mamo zadnjega trenutka mislita, da gre za običajen podpis pogodbe o sodelovanju, a temu ni tako. Gaj ima za njiju poseben načrt. Eliana mu je bila že na avdiciji najbolj všeč in si jo želi samo zase. Njeno mamo skuša prepričati, naj podpiše pogodbo, ki določa, da se bo dekle z njim poročilo. Mama zaradi obljubljene denarne vsote in pa varnosti, ki naj bi bila zagotovljena njeni hčerki, pogodbo o poroki tudi resnično podpiše. Dekle se je proti svoji volji prisiljeno poročiti z 6 let starejšim moškim in z njim živeti vsaj eno leto - do izteka pogodbe. Poročita se, Eliana pa skozi zgodbo doživlja tudi posebne zaplete, veliko potuje, predvsem v kraje kot so London, Pariz in Benetke, ter obiskuje šolo in modne revije ter slikanja. Gaj je skrben, ji pomaga, svetuje ter jo vedno in povsod spremlja. Ali bo lahko Eliana kljub prvotnem nestrinjanju s poroko vseeno vzljubila svojega moža? 